# Druga hrvatska nogometna liga 2013-2014
La Druga hrvatska nogometna liga 2013-2014, conosciuta anche come 2. HNL 2013-2014, è stata la 23ª edizione della seconda divisione, la ottava consecutiva a girone unico, del campionato di calcio croato.
Il torneo è stato vinto dal NK Zagabria che così ha ottenuto la promozione in Prva liga. La seconda classificata, il Cibalia ha disputato e perso il play-off contro la penultima della categoria superiore, lo Slaven Belupo, perdendo così la possibilità di promozione.
Solin e Zelina sono state le squadre retrocesse.
Il capocannoniere è stato Ilija Nestorovski (Inter Zaprešić) con 20 reti.
Da questa stagione vi è un nuovo format: solo 12 squadre che disputano tre gironi (andata-ritorno più un altro di sola andata con le modalità prescritte dalla HNS).

## Avvenimenti
Delle 16 squadre della stagione precedente, 1 è stata promossa in 1. HNL e 7 sono state retrocesse in 3. HNL

Dalla divisione inferiore 1 è stata promossa, mentre 3 sono state retrocesse da quella superiore, portando così l'organico a 12 compagini.

Il 23 luglio 2013, dopo aver perso lo sponsor, il Vinogradar è costretto a rinunciare alla 2. HNL e ad iscriversi nella prima divisione regionale di competenza, la Jedinstvena ŽNL Zagrebačka (quinta serie). A coprire il posto lasciato libero in campionato, viene ripescato il Radnik Sesvete.

### Formula
- Le 12 squadre disputano 33 giornate, al termine delle quali:
  - La prima classificata viene promossa in 1. HNL 2014-2015 se ottiene la licenza.[2]
  - La seconda classificata, se ottiene la licenza, disputa uno spareggio contro la penultima della 1. HNL 2013-2014.[2]
  - Le ultime due classificate retrocedono in 3. HNL 2014-2015.[3]

### Calendario
Le 12 partecipanti disputano un girone andata-ritorno (in croato Prvi dio), al termine delle 22 giornate ne disputano ancora 11 (Drugi dio) secondo uno schema prefissato (qui sotto riportato) per un totale di 33 giornate.
| Giornate | Giornate                               | Giornate                               | Giornate                               | Giornate                               | Giornate                               | Giornate                               | Giornate                               | Giornate                               | Giornate                               | Giornate                               |
| --- | -------------------------------------- | -------------------------------------- | -------------------------------------- | -------------------------------------- | -------------------------------------- | -------------------------------------- | -------------------------------------- | -------------------------------------- | -------------------------------------- | -------------------------------------- |
| 23ª | 24ª                                    | 25ª                                    | 26ª                                    | 27ª                                    | 28ª                                    | 29ª                                    | 30ª                                    | 31ª                                    | 32ª                                    | 33ª                                    |
| 1 – 12 2 – 11 3 – 10 4 – 9 5 – 8 6 – 7 | 6 – 12 7 – 5 8 – 4 9 – 3 10 – 2 11 – 1 | 1 – 10 2 – 9 3 – 8 4 – 7 5 – 6 12 – 11 | 5 – 12 6 – 4 7 – 3 8 – 2 9 – 1 10 – 11 | 1 – 8 2 – 7 3 – 6 4 – 5 11 – 9 12 – 10 | 4 – 12 5 – 3 6 – 2 7 – 1 8 – 11 9 – 10 | 1 – 6 2 – 5 3 – 4 10 – 8 11 – 7 12 – 9 | 3 – 12 4 – 2 5 – 1 6 – 11 7 – 10 8 – 9 | 1 – 4 2 – 3 9 – 7 10 – 6 11 – 5 12 – 8 | 2 – 12 3 – 1 4 – 11 5 – 10 6 – 9 7 – 8 | 1 – 2 8 – 6 9 – 5 10 – 4 11 – 3 12 – 7 |
| I numeri rappresentano le squadre dopo la 22ª giornata. Per le prime 6 classificate i numeri corrispondono alle posizioni, per le altre 6 sono invertiti (la 7ª ha il numero 12, la 8ª l'11, la 9ª il 10, etc.) |                                        |                                        |                                        |                                        |                                        |                                        |                                        |                                        |                                        |                                        |

### Cambio denominazione
- Radnik Sesvete → Sesvete

## Squadre partecipanti
| Squadra    | Sede              | Stadio            | Stagione 2012-13 | Stagione 2012-13 |
| Squadra    | Sede              | Stadio            | Pos.             | Divisione        |
| ---------- | ----------------- | ----------------- | ---------------- | ---------------- |
| Inter      | Zaprešić          | Gradski           | 10º              | 1. HNL           |
| Cibalia    | Vinkovci          | Cibalia           | 11º              | 1. HNL           |
| NK Zagreb  | Zagabria          | Kranjčevićeva     | 12º              | 1. HNL           |
| Solin      | Salona            | pokraj Jadra      | 2º               | 2. HNL           |
| Rudeš      | Zagabria          | ŠC Rudeš          | 3º               | 2. HNL           |
| Zelina     | Sveti Ivan Zelina | Gradski           | 6º               | 2. HNL           |
| Pomorac    | Costrena          | Žuknica           | 7º               | 2. HNL           |
| Dugopolje  | Dugopoglie        | Hrvatski vitezovi | 8º               | 2. HNL           |
| Lučko      | Zagabria          | Lučko             | 9º               | 2. HNL           |
| HNK Gorica | Velika Gorica     | Radnik            | 10º              | 2. HNL           |
| Sesvete    | Zagabria          | Sv. Josip Radnik  | 11º              | 2. HNL           |
| Segesta    | Sisak             | Gradski           | 1º               | 3. HNL Ovest     |

## Classifica
|                                                                      | Pos. | Squadra        | Pt | G  | V  | N  | P  | GF | GS | DR  |
| -------------------------------------------------------------------- | ---- | -------------- | -- | -- | -- | -- | -- | -- | -- | --- |
|                                                                      | 1.   | NK Zagabria    | 67 | 33 | 20 | 7  | 6  | 59 | 26 | +33 |
|                                                                      | 2.   | Cibalia        | 59 | 33 | 18 | 5  | 10 | 41 | 39 | +2  |
|                                                                      | 3.   | Inter Zaprešić | 53 | 33 | 16 | 5  | 12 | 47 | 32 | +15 |
|                                                                      | 4.   | Rudeš          | 47 | 33 | 14 | 5  | 14 | 45 | 36 | +9  |
|                                                                      | 5.   | Sesvete        | 47 | 33 | 12 | 11 | 10 | 43 | 40 | +3  |
|                                                                      | 6.   | Segesta        | 46 | 33 | 13 | 7  | 13 | 40 | 39 | +1  |
|                                                                      | 7.   | HNK Gorica     | 45 | 33 | 13 | 6  | 14 | 32 | 33 | −1  |
|                                                                      | 8.   | Pomorac        | 44 | 33 | 10 | 14 | 9  | 24 | 24 | 0   |
|                                                                      | 9.   | Lučko          | 41 | 33 | 10 | 11 | 12 | 34 | 36 | −2  |
|                                                                      | 10.  | Dugopolje      | 38 | 33 | 10 | 8  | 15 | 37 | 41 | −4  |
|                                                                      | 11.  | Solin          | 34 | 33 | 7  | 13 | 13 | 26 | 47 | −21 |
|                                                                      | 12.  | Zelina         | 22 | 33 | 4  | 10 | 19 | 22 | 57 | −35 |
| Fonte: druga-hnl.com Archiviato il 4 marzo 2016 in Internet Archive. |      |                |    |    |    |    |    |    |    |     |

Legenda:

      Promossa in 1.HNL 2014-2015.

  Partecipa agli spareggi promozione/retrocessione.

      Retrocessa in 3.HNL 2014-2015.

      Esclusa dal campionato.
Note:

Tre punti a vittoria, uno a pareggio, zero a sconfitta.
In caso di arrivo di due o più squadre a pari punti, la graduatoria viene stilata secondo la classifica avulsa tra le squadre interessate.

## Risultati
|                                                                        | Zag  | Cib  | Int  | Rud  | Ses  | Seg  | Gor  | Pom  | Luč  | Dug  | Sol  | Zel  |
| ---------------------------------------------------------------------- | ---- | ---- | ---- | ---- | ---- | ---- | ---- | ---- | ---- | ---- | ---- | ---- |
| NK Zagabria                                                            | –––– | 1:2  | 2:0  | 3:0  | 4:1  | 4:3  | 0:1  | 1:0  | 2:3  | 1:0  | 5:0  | 4:0  |
| NK Zagabria                                                            | –––– | —    | —    | 2:0  | —    | —    | 1:0  | 3:0  | 3:0  | 3:0  | —    | 2:1  |
| Cibalia                                                                | 0:0  | –––– | 1:0  | 1:0  | 3:2  | 1:0  | 1:1  | 2:2  | 1:0  | 4:2  | 1:1  | 4:2  |
| Cibalia                                                                | 1:3  | –––– | 2:1  | 0:1  | 3:1  | 1:0  | —    | —    | —    | —    | 0:2  | —    |
| Inter Zaprešić                                                         | 2:1  | 1:3  | –––– | 3:2  | 2:0  | 1:0  | 1:2  | 0:0  | 2:1  | 2:1  | 5:0  | 1:1  |
| Inter Zaprešić                                                         | 2:0  | —    | –––– | 1:0  | —    | —    | 0:1  | —    | 2:2  | 3:1  | —    | 2:0  |
| Rudeš                                                                  | 1:2  | 0:2  | 2:1  | –––– | 1:0  | 3:1  | 2:0  | 3:0  | 0:0  | 0:0  | 2:1  | 2:0  |
| Rudeš                                                                  | —    | —    | —    | –––– | —    | 0:2  | —    | —    | 5:1  | 2:1  | 1:0  | 8:0  |
| Sesvete                                                                | 2:2  | 2:0  | 3:3  | 1:2  | –––– | 3:1  | 3:0  | 1:1  | 1:0  | 1:1  | 2:0  | 1:1  |
| Sesvete                                                                | 1:1  | —    | 0:2  | 1:0  | –––– | —    | —    | —    | 0:0  | 4:3  | —    | 1:2  |
| Segesta                                                                | 4:1  | 1:2  | 1:0  | 2:1  | 2:3  | –––– | 2:3  | 2:0  | 2:1  | 2:1  | 1:1  | 1:0  |
| Segesta                                                                | 0:2  | —    | 0:0  | —    | 1:1  | –––– | —    | —    | —    | 1:0  | 2:0  | —    |
| HNK Gorica                                                             | 0:1  | 1:0  | 1:0  | 1:0  | 3:2  | 0:2  | –––– | 0:0  | 0:2  | 0:2  | 4:0  | 2:0  |
| HNK Gorica                                                             | —    | 0:1  | —    | 2:2  | 2:0  | 1:1  | –––– | 0:0  | —    | —    | 0:1  | —    |
| Pomorac                                                                | 0:0  | 0:0  | 1:0  | 2:0  | 0:1  | 0:0  | 1:0  | –––– | 1:1  | 2:0  | 1:1  | 3:1  |
| Pomorac                                                                | —    | 1:2  | 0:1  | 0:0  | 0:2  | 1:0  | —    | –––– | —    | —    | 2:2  | —    |
| Lučko                                                                  | 1:1  | 2:0  | 0:1  | 2:1  | 0:1  | 0:0  | 1:0  | 0:1  | –––– | 2:0  | 2:2  | 1:1  |
| Lučko                                                                  | —    | 4:1  | —    | —    | —    | 1:2  | 1:0  | 1:0  | –––– | —    | —    | 1:1  |
| Dugopolje                                                              | 0:1  | 3:0  | 2:1  | 1:2  | 0:0  | 3:0  | 2:1  | 0:1  | 2:0  | –––– | 1:1  | 0:0  |
| Dugopolje                                                              | —    | 1:0  | —    | —    | —    | —    | 3:1  | 0:2  | 1:1  | –––– | —    | 2:2  |
| Solin                                                                  | 1:1  | 4:0  | 1:3  | 0:0  | 0:0  | 3:2  | 0:0  | 0:0  | 2:1  | 0:1  | –––– | 1:0  |
| Solin                                                                  | 0:2  | —    | 1:0  | —    | 0:2  | —    | —    | —    | 0:0  | 1:1  | –––– | —    |
| Zelina                                                                 | 0:0  | 0:1  | 0:4  | 3:2  | 0:0  | 1:1  | 0:3  | 0:2  | 0:2  | 0:2  | 2:0  | –––– |
| Zelina                                                                 | —    | 0:1  | —    | —    | —    | 0:1  | 1:2  | 0:0  | —    | —    | 3:0  | –––– |
| Fonte: sportnet.rtl.hr Archiviato l'8 agosto 2017 in Internet Archive. |      |      |      |      |      |      |      |      |      |      |      |      |

## Classifica marcatori
| Pos. | Giocatore         | Squadra/e      | Reti | Pres. | Minutaggio |
| ---- | ----------------- | -------------- | ---- | ----- | ---------- |
| 1    | Ilija Nestorovski | Inter Zaprešić | 20   | 30    | 2622       |
| 2    | Gabrijel Boban    | NK Zagabria    | 18   | 31    | 2353       |
| 3    | Hrvoje Tokić      | Cibalia        | 16   | 28    | 1900       |
| 4    | Antonio Hrnčević  | Segesta        | 14   | 26    | 2138       |
| 5    | Miroslav Konopek  | Rudeš          | 11   | 24    | 2013       |
| 5    | Domagoj Abramović | Lučko          | 11   | 32    | 2797       |
| 7    | Jurica Grgec      | Zelina         | 10   | 27    | 2361       |
| 8    | Josip Jurendić    | NK Zagabria    | 9    | 25    | 1807       |
| 9    | Marko Kolar       | Sesvete        | 8    | 21    | 1491       |
| 9    | Lovro Medić       | NK Zagabria    | 8    | 24    | 1924       |

## Spareggi
Il Cibalia sfida la penultima della 1. HNL 2013-2014 (Slaven Belupo) per un posto nella 1. HNL 2014-2015.
| Squadra 1 | Totale | Squadra 2     | Andata     | Ritorno    |
| --------- | ------ | ------------- | ---------- | ---------- |
|           |        |               | 24.05.2014 | 28.05.2014 |
| Cibalia   | 3−4    | Slaven Belupo | 2−2        | 1−2        |

Entrambe le squadre rimangono nella rispettiva categoria.